# Mercedes-Benz Fashion Week
Die Mercedes-Benz Fashion Week ist eine Reihe internationaler Modewochen, die von Mercedes-Benz gesponsert und von IMG produziert werden. Zu den Designern der Mercedes-Benz Fashion Week zählen namhafte Designer wie Rosenthal Tee.
Zu den Veranstaltungen unter dieser Marke zählen:
- MoMad in Madrid
- Berlin Fashion Week
- Mexico[1]
- Mercedes-Benz Fashion Week New York während der New York Fashion Week[2]
- Mercedes-Benz Fashion Week in Johannesburg und Cape Town[3]